# Tournée 98 En passant
Albums de Jean-Jacques Goldman
En passant
(1997) L'Intégrale 90/00
(2000)
Tournée 98 En passant est l'album live de la tournée de 1998 et 1999 de Jean-Jacques Goldman sorti le 15 juin 1999. Il a été enregistré en juin et novembre 1998, au Zénith de Paris.

## Liste des titres
| Disque 1 | Disque 1                        | Disque 1 | Disque 1 | Disque 1 | Disque 1 | Disque 1 | Disque 1 | Disque 1 | Disque 1 |
| No       | Titre                           | Durée    |          |          |          |          |          |          |          |
| -------- | ------------------------------- | -------- | -------- | -------- | -------- | -------- | -------- | -------- | -------- |
| 1.       | On ira                          | 5:20     |          |          |          |          |          |          |          |
| 2.       | Bonne idée                      | 3:33     |          |          |          |          |          |          |          |
| 3.       | La vie par procuration          | 3:56     |          |          |          |          |          |          |          |
| 4.       | Ne lui dis pas                  | 5:56     |          |          |          |          |          |          |          |
| 5.       | Tout était dit                  | 6:26     |          |          |          |          |          |          |          |
| 6.       | Elle attend                     | 3:38     |          |          |          |          |          |          |          |
| 7.       | Le rapt                         | 5:02     |          |          |          |          |          |          |          |
| 8.       | Pas toi                         | 7:24     |          |          |          |          |          |          |          |
| 9.       | Elle a fait un bébé toute seule | 4:04     |          |          |          |          |          |          |          |
| 10.      | Le coureur                      | 5:25     |          |          |          |          |          |          |          |
| 11.      | Là-bas (hommage à Sirima)       | 8:20     |          |          |          |          |          |          |          |
| 12.      | Natacha                         | 4:37     |          |          |          |          |          |          |          |
| 13.      | Quand tu danses                 | 4:47     |          |          |          |          |          |          |          |
| 1:11:04  |                                 |          |          |          |          |          |          |          |          |

| Disque 2 | Disque 2                                           | Disque 2 | Disque 2 | Disque 2 | Disque 2 | Disque 2 | Disque 2 | Disque 2 | Disque 2 |
| No       | Titre                                              | Durée    |          |          |          |          |          |          |          |
| -------- | -------------------------------------------------- | -------- | -------- | -------- | -------- | -------- | -------- | -------- | -------- |
| 1.       | À nos actes manqués                                | 6:25     |          |          |          |          |          |          |          |
| 2.       | Nos mains                                          | 5:18     |          |          |          |          |          |          |          |
| 3.       | Je te donne                                        | 6:31     |          |          |          |          |          |          |          |
| 4.       | Peur de rien (blues)                               | 5:44     |          |          |          |          |          |          |          |
| 5.       | Au bout de mes rêves                               | 4:32     |          |          |          |          |          |          |          |
| 6.       | Il suffira d'un signe / Quand la musique est bonne | 8:15     |          |          |          |          |          |          |          |
| 7.       | Sache que je                                       | 6:21     |          |          |          |          |          |          |          |
| 8.       | Pour que tu m'aimes encore                         | 5:34     |          |          |          |          |          |          |          |
| 47:20    |                                                    |          |          |          |          |          |          |          |          |

## Musiciens
- Michael Jones : guitares et banjo
- Christophe Deschamps : batterie
- Claude Le Péron : basse, accordéon
- Jacky Mascarel : claviers
- Christophe Nègre : saxophone, claviers, bombarde
- Jean-Jacques Goldman : guitares, harmonica, violon

## Certification
| Année | Ventes  | Certification |
| ----- | ------- | ------------- |
| 1999  | 300 000 | Platine       |

## Sources
- Cet article est partiellement ou en totalité issu de l'article intitulé « Tournée 1998 En Passant (album) » (voir la liste des auteurs).

- Cet article est partiellement ou en totalité issu de l'article intitulé « Tournée 1998 En Passant » (voir la liste des auteurs).